# Koncepcja policji środowiskowej
Koncepcja policji środowiskowej (ang. Community policing lub neighbourhood policing) opiera się na założeniu, że skuteczne zwalczanie przestępczości i antyspołecznych zachowań wymaga bliskiej współpracy Policji z członkami społeczności lokalnej.

## Założenia koncepcji

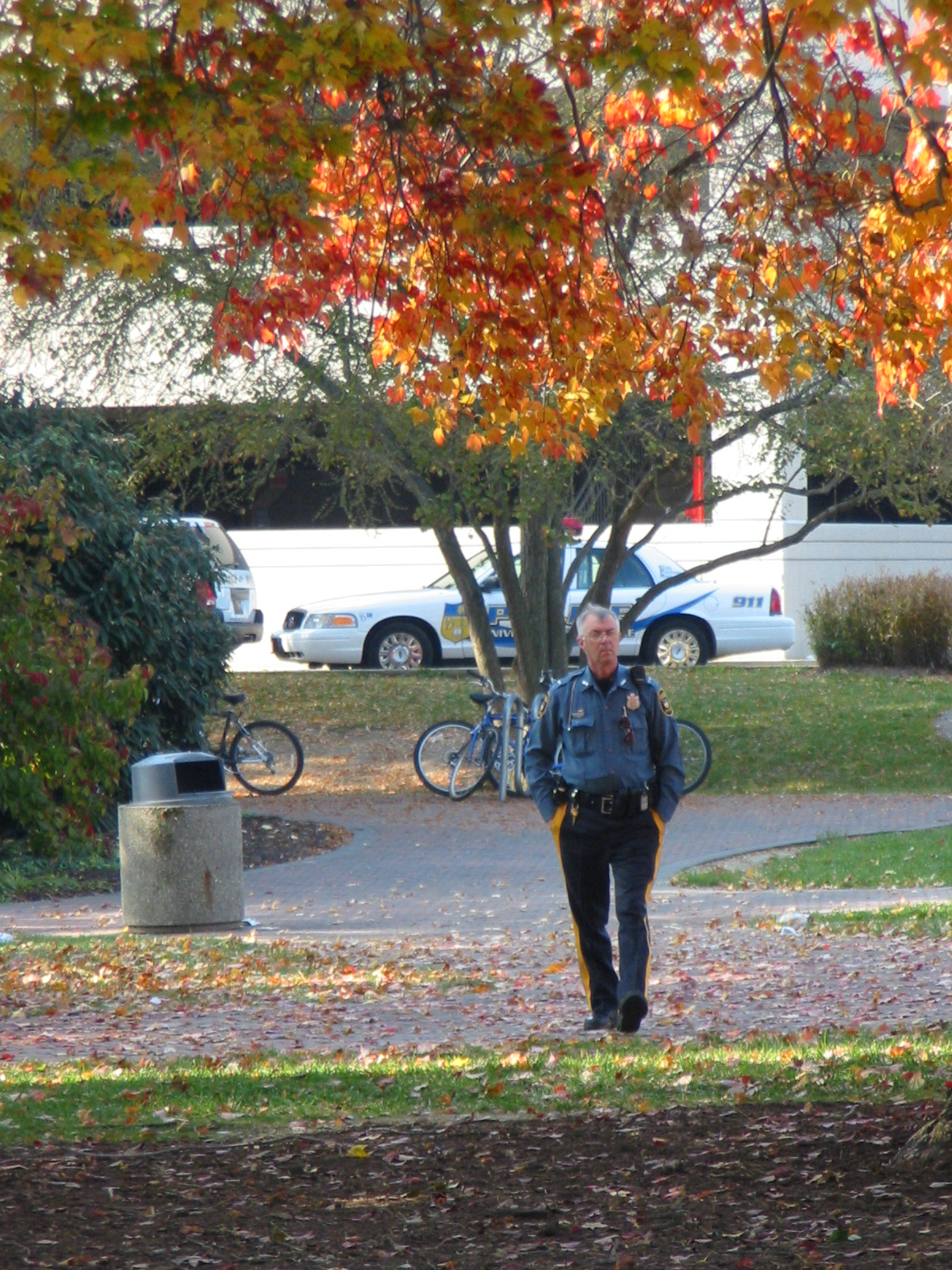
Koncepcja policji środowiskowej zakłada zwiększenie liczby patroli pieszych

Funkcjonariusze Policji (a także innych podobnych służb) powinni być członkami społeczności, w których pracują. Budowanie wzajemnego zaufania i wiary w praworządność dokonuje się poprzez nawiązywanie bezpośrednich kontaktów z ludźmi – policjanci powinni być otwarci na problemy obywateli okazując cierpliwość, zrozumienie i chęć pomocy, nawet w przypadku kiedy powierzone problemy nie mają bezpośredniego związku z naruszeniem prawa. W założeniach policjant ma być bardziej kimś w rodzaju „przyjaciela” niż urzędnika państwowego i przedstawiciela władzy. Można wtedy liczyć na aktywny udział członków społeczności w działaniach mających na celu zwalczanie przestępstw.
W przeszłości dominował pogląd, że zadaniem Policji jest jedynie reagowanie – w sposób określony prawem – na fakt dokonania przestępstwa (funkcja represyjna). Dopuszczano wyłącznie ingerencję w sferę patologii. Współcześnie uważa się, że rolą Policji jest nie tylko zapewnienie bezpieczeństwa, ale również troska o jakość życia społeczności. Pierwszym krokiem powinno być tutaj ustalenie potrzeb (problemów) danej społeczności (np. bezdomność, natrętne żebractwo, nadużywanie alkoholu), a później przygotowanie i realizacja programów dostosowanych do tych szczególnych potrzeb. Pożądana jest tutaj także aktywność jak: organizowanie pogadanek antynarkotykowych, czy zachęcanie młodzieży do uprawiania sportu.

## Działania typucommunity policingw Polsce
Aktywna współpraca ze społecznościami lokalnymi zalicza się obecnie do głównych zadań polskiej Policji. 
Policjantami powołanymi do bliskiej współpracy ze społecznościami lokalnymi są w Polsce dzielnicowi. 
Zgodnie z danymi Komendy Głównej Policji w ostatnich latach (w porównaniu do wyników badań z lat 2002 i 2004) o 8% (2007) wzrósł odsetek Polaków, którzy deklarują znajomość swojego dzielnicowego. Badania jednocześnie wykazały jednak niższą ocenę dla jakości pracy dzielnicowych (76% dobrych opinii w roku 2004, a tylko 70% w roku 2007).
Realizacji koncepcji policji środowiskowej i podniesieniu jakości pracy funkcjonariuszy w ogóle służy wdrażanie szkoleń kaskadowych przy wykorzystaniu doświadczeń służb zagranicznych.